# Tony Crane (Terry Brandon)
Tony Crane, artiestennaam van Terry Brandon, is een Engels zanger. Hij was vanaf 1963 de voorman van The Typhoons en bracht daarna verschillende solosingles uit.

## Biografie
Brandon voerde als artiest de naam Tony Crane. Als zodanig was hij er vanaf de oprichting van The Typhoons in februari 1963 bij als een van de zangers van de band. De band bestond verder uit Ray Pilgrim, Mike Redway en Ken Barrie, die eveneens artiestennamen hadden. The Typhoons worden ook wel de eerste coverband van The Beatles genoemd en brachten hun muziek uit via Embassy Records (1953-1981), een low budget label dat zijn platen verkocht via Woolworths.
Nadat de band het in 1965 voor gezien hield, ging hij solo verder en bracht hij een aantal singles uit via reguliere labels, zoals Polydor, CBS en Pye. Zijn singles verschenen ook buiten de Britse eilanden, zoals in Duitsland en Australië. De single Anonymous Mr. Brown stond enkele weken in de Fab Fourty en werd nog hetzelfde jaar gecoverd door The Cats. Meer dan tien jaar later, in 1981, bracht hij For the prince and his lady uit op een single, ter gelegenheid van het huwelijk van prins Charles en lady Diana.

## Singles als solo-artiest
- 1965: Ideal love
- 1966: Even the bravest
- 1967: Anonymous Mr. Brown
- 1968: Scratchin' ma head
- 1968: If I ever get to Saginaw again
- 1981: For the prince and his lady